# Racing Club Heemstede
Cet article concerne le club de football. Pour le club de baseball fondé par RCH, voir RCH-Pinguïns.
Maillots
Le Racing Club Heemstede, communément appelé RCH, est un club de football amateur nééerlandais basé à Heemstede. Il a remporté 2 championnats des Pays-Bas et 2 coupes des Pays-Bas.

## Histoire
Le premier club est fondé en septembre 1907 par des jeunes ayant été impressionné par le jeu du club d'Achilles, un club de Rotterdam, lors d'un match joué face à HFC pendant l'édition 1907 de la Zilveren Bal. C'est pour ça qu'ils baptisent leur club HFC Achilles. Mais le club n'existe que quelques saisons et disparaît en 1910.
En 1912, le club est à nouveau fondé avec le même nom et prend part au championnat organisé par la fédération de Rotterdam (RVB). En raison d'une homonymie le club est forcé de changer de nom et opte pour le nom de Alcides en 1912, puis de Racing Club Haarlem en 1913 car l'équipe est originaire d'Haarlem.
L'équipe menée par l'entraîneur Bill Julian remporte le titre de champion en 1923.
En 1934, le club créé une équipe de baseball.

## Palmarès
- Championnat des Pays-Bas
  - Champions des Pays-Bas : 1923 et 1953
- Coupe des Pays-Bas
  - Vainqueur : 1918 et 1928